# Fanthamia montana
Fanthamia montana är en tvåvingeart som beskrevs av Meillon och Downes 1986. Fanthamia montana ingår i släktet Fanthamia och familjen svidknott. Inga underarter finns listade i Catalogue of Life.